# Гасинець Василь Степанович
Василь Степанович Гасинець (нар. 29 травня 1970, Львівщина) — український релігійний та громадський діяч. Волонтер, військовий капелан. Настоятель церкви Різдва Пресвятої Богородиці та Святого Антонія (Чернівці).

## Життєпис
Народився у Львівській області. Висвячений у священники в 1994-му році. З того ж року співробітник собору Успіння Пресвятої Богородиці, що у Чернівцях. Через рік призначений деканом Чернівецьким і адміністратором цього ж собору.
У 1996-му закінчив Люблінський католицький університет.
У 1998 році призначений настоятелем церкви Різдва Пресвятої Богородиці та Святого Антонія. Опікується нею і по цей час.
У 2019 році призначений адміністратором парафії Преображення Господнього м. Чернівці.
Учасник Революції Гідності.
З самого початку подій на Донбасі служив капеланом і займався волонтерством. Продовжує допомагати, зокрема двічі на місяць постачає продукти, обладнання та одяг бійцям на Сході України.

## Нагороди та відзнаки
- лауреат Національного конкурсу «Благодійна Україна — 2018» — у номінації «Волонтер року»[6]
- почесна відзнака «За заслуги перед Буковиною» (2017)[7]
- «Медаль на славу Чернівців»
- численні військові нагороди.